# Frontera entre Síria i Turquia
La frontera entre Síria i Turquia és la frontera de 822 kilòmetres que separa el sud de Turquia del nord i est de Síria. Transcorre Al-Jazira uns 400 km travessant l'Eufrates arribant fins al Tigris seguint el tram meridional turc del Ferrocarril Berlín-Bagdad aproximadament al llarg del paral·lel 37° nord entre els meridians 37 i 42 a l'est. A l'oest envolta la província turca de Hatay, seguint el curs de l'Orontes i arribant a la costa mediterrània als peus de Jebel Aqra.

## Història

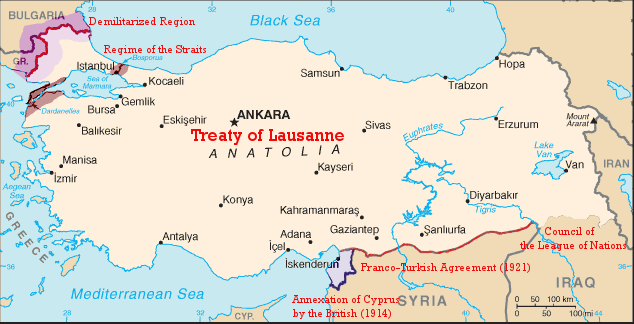
Fronteres turques determinades el 1923 pel Tractat de Lausana

L'actual frontera sírio-turca va ser establerta en la partició de l'Imperi Otomà després de la Primera Guerra Mundial, basada en l'acord Sykes-Picot entre el Regne Unit i França el 1916. la frontera septentrional de l'Estat d'Alep i posteriorment l'Estat de Síria durant la dècada de 1920 i la República Síria seguida per la breu República Àrab Unida durant els anys 1930 a 1950 i des de 1961 ha estat la frontera entre els estats moderns de Síria i Turquia.
La línia aproximada de la major part de la frontera va ser establerta pel tractat d'Ankara el 1921. Es va delimitar amb més precisió entre Meidan Ekbis i Nísibis el 1926, i entre Nísibis i el trifini amb Iraq el 1929. Un cas especial és la turca província de Hatay, que va romandre autònoma fins a 1923, després es va convertir en part de Síria com el Sanjaq d'Alexandreta (Tractat d'independència franco-sirià (1936)), es va independitzar breument com l'Estat de Hatay el 1938 abans de ser annexat per Turquia com la província de Hatay el 1939.
La nova frontera internacional va ser demarcada per una comissió franco-turca el 1938/9, amb un protocol del 3 de maig de 1939 que esmentava 448 marcadors fronterers posats en ordre numèric i un protocol addicional signat a Antioquia el 19 de maig de 1939, que esmentava alguns marcadors addicionals. Alguns canvis posteriors es van fer en un acord signat a Ankara el 23 de juny de 1939.
A causa de la pertinença de Turquia a l'OTAN (1952) i a l'OSCE (1973), la seva frontera a Síria també forma una frontera exterior d'aquestes organitzacions. Des que va esclatar la guerra civil siriana el 2011, les tensions a la frontera han augmentat, i hi ha hagut una sèrie d'enfrontaments; també hi ha hagut un substancial flux de refugiats a través de la frontera amb Turquia. Turquia va començar la construcció d'una un mur fronterer en 2014.
Pel 2017, segons l'Observatori Sirià pels Drets Humans, al voltant de 310 civils sirians, inclosos 90 nens i dones, han estat assassinats per la gendarmeria turca a la frontera siriano-turca des del començament de la guerra civil siriana.

## Geografia

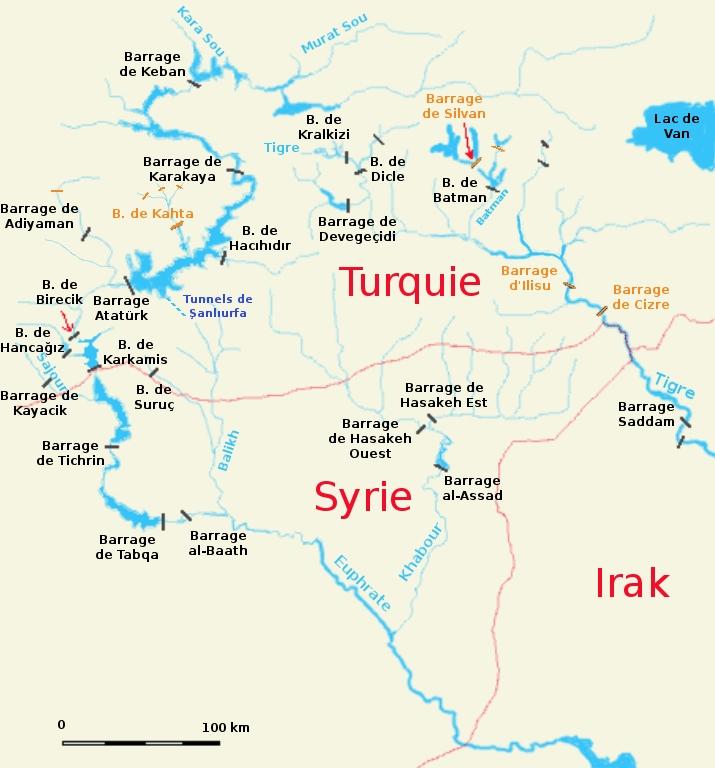
Mapa del sistema fluvial Tigris–Eufrates travessant la part oriental de la frontera turco-siriana

Degut a l'annexió de la província de Hatay, la frontera turcosiriana des de 1939 toca la costa mediterrània a Ras al-Bassit, al sud de Jebel Aqra (35° 55′ 44″ N, 35° 55′ 04″ E / 35.9288°N,35.9178°E). La província de Hatay fa frontera amb les governacions sirianes de Latakia i Idlib.
L'encreuament de frontera més occidental (i més al sud) és a 35° 54′ 18″ N, 36° 00′ 36″ E / 35.905°N,36.010°E, uns 3 km a l'oest de Yayladağı. La frontera arriba al punt més meridional a 35° 48′ 29″ N, 36° 09′ 07″ E / 35.808°N,36.152°E, 2 km a l'oest de Bidama, incloent la vila actualment abandonada de Topraktutan (Beysun) a Hatay.

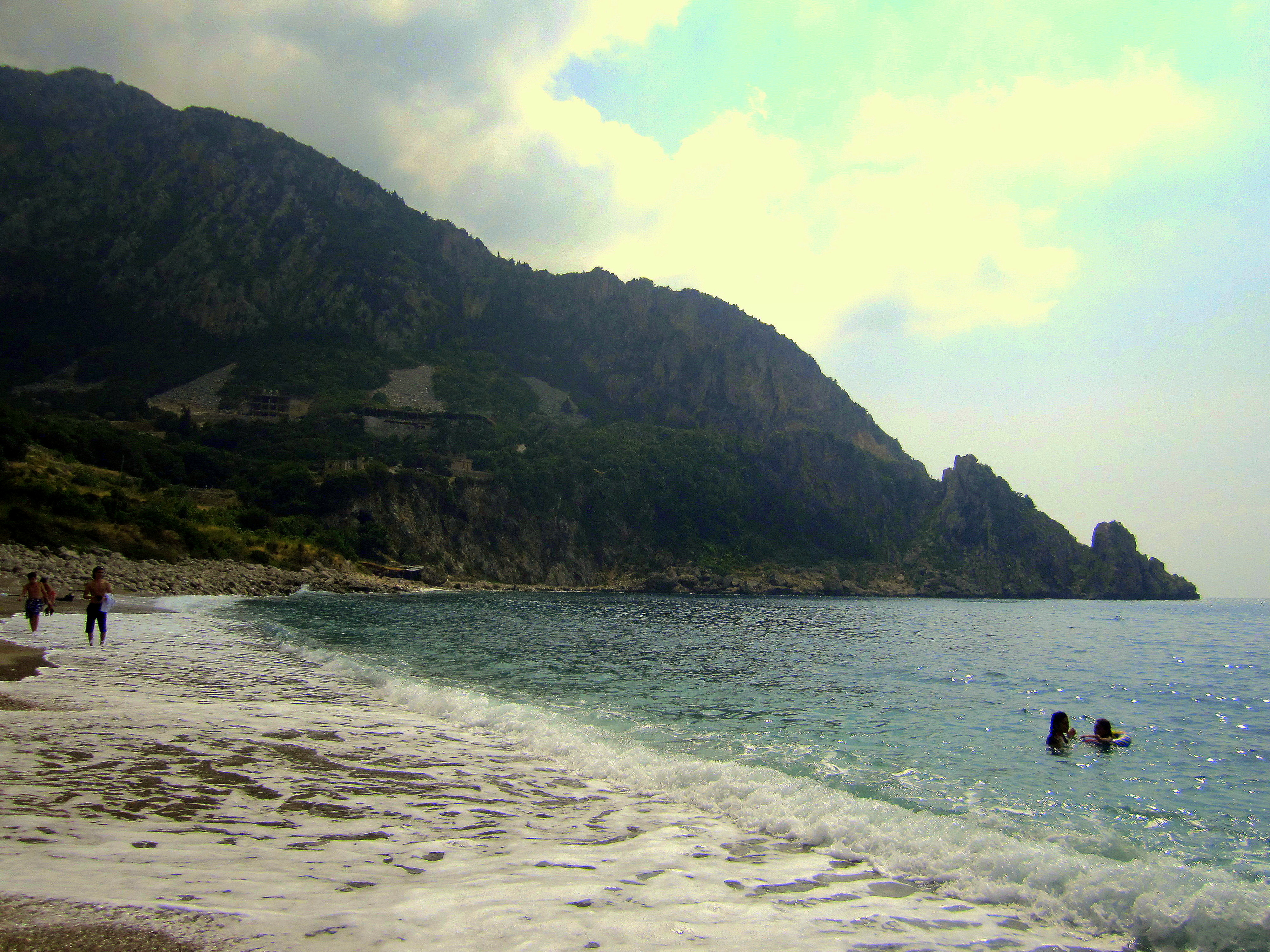
Platja Karadouran / al-Samara vora Kessab, Síria, al llarg de la frontera turco-siriana, on el Jebel Dyunag acaba a la Mediterrània

La frontera ara transcorre cap al nord i l'est seguint el riu Orontes per una part del seu recorregut, on el 2011 es va iniciar la construcció d'una Presa de l'Amistat Síria-Turquia (però s'ha retardat a causa de la guerra civil siriana) i cap a l'est fins al pas fronterer Bab al-Hawa a la carretera İskenderun-Alep, més enllà cap al nord fins a la frontera entre Hatay i la província de Gaziantep, on gira bruscament a l'est fora de Meidan Ekbis (Districte d'Afrin), a 36° 49′ 48″ N, 36° 39′ 54″ E / 36.830°N,36.665°E.
A excepció de la província d'Hatay, el costat turc de la frontera es troba completament dins de la Regió del sud-est d'Anatolia. A l'est de Meidan Ekbis, la frontera s'estén cap a l'est durant uns 400 km, aproximadament seguint el paral·lel 37° nord i passant els meridians 37º a 42º, al trifini turco-sirià-Iraq sobre el riu Tigris. Pel costat turc, la carretera europea E90 corre al llarg de la longitud de la vora, creuant l'Eufrates a Birecik i el Tigris a Cizre.
La governació d'Alep siriana té un límit nord de llarg termini amb les províncies turques de Kilis, Gaziantep i Sanliurfa. Per una distància significativa, des de Çobanbey fins a Nísibis, la frontera segueix les pistes del Ferrocarril Berlín-Bagdad.
Travessa el riu Eufrates a Jarabulus i Karkamış i passa al nord de la ciutat fronterera de Kobanî (Ayn al Arab)] (construït en 1912 com a part del Projecte de construcció del Ferrocarril de Bagdad). El districte de Tell Abyad de la governació de Raqqa limita amb la província turca de Sanliurfa, inclosa la ciutat fronterera dividida de Tell Abyad/Akçakale. La governació d'Al-Hasakah, encara que limita amb la província de Şanlıurfa, té un pas fronterer a Ras al-Ayn, al-Hasakah Governorate, Ras al-Ayn,que connecta amb Ceylanpınar. .
Uns 100 km a l'est de Ceylanpınar, la frontera passa la ciutat fronterera de Nísibis a la província turca de Mardin (antiga Nísibis, lloc de naixement d'Efraïm de Síria), a continuació al sirià Qamixli. Després d'un altre 100 km, finalment arriba al riu Tigris al sud de Cizre.
Per als darrers 30 km, la frontera segueix el curs del Tigris, girant cap al sud-est, fins a arribar al trifini sirià-turc-iraquià a 37° 06′ 22″ N, 42° 21′ 18″ E / 37.106°N,42.355°E.

## Passos fronterers
D'est a oest:
| #  | Turquia                                          | Síria                       | Detalls             | Control a Síria        |
| -- | ------------------------------------------------ | --------------------------- | ------------------- | ---------------------- |
| 1  | Yayladağı Gümrük Kapısı                          | Kessab                      | carrer              | govern sirià, tancat   |
| 2  | Karbeyaz (Yiğitoğlu) Sınır Kapısı                |                             |                     | tancat                 |
| 3  | Reyhanlı, més exactament: Cilvegözü Sınır Kapısı | Bab al-Hawa                 | carrer              | Rebels sirians         |
| 4  | İslahiye                                         | Ekbez                       | ferrocarril         | Rebels amb suport turc |
| 5  | Öncüpınar Sınır Kapısı                           | Bab al-Salameh              | carrer              | Rebels amb suport turc |
| 6  | Çobanbey                                         | Ar-Ra'i                     | ferrocarril         | Rebels amb suport turc |
| 7  | Karkamış                                         | Jarabulus                   | carrer              | Rebels amb suport turc |
| 8  | Mürşitpınar                                      | Ayn al-Arab (kur: Kobanê)   | ferrocarril         | YPG                    |
| 9  | Akçakale                                         | Tall Abyad (kurd: Girê Spî) | carrer              | YPG                    |
| 10 | Ceylanpınar                                      | Ras al-Ayn                  | carrer              | YPG                    |
| 11 | Şenyurt                                          | Al-Darbasiyah               | carrer              | YPG                    |
| 12 | Nísibis                                          | Qamixli                     | carrer, ferrocarril | govern sirià           |
| 13 | Cizre Sınır Kapısı                               |                             |                     | tancat                 |